# Lissonota adornata
Lissonota adornata är en stekelart som beskrevs av Dali Chandra 1976. Lissonota adornata ingår i släktet Lissonota och familjen brokparasitsteklar. Inga underarter finns listade i Catalogue of Life.